# 薇若娜·普什
薇若娜·普什（英語：Verona Pooth；1968年4月30日－），曾是超級名模，現在是德國演藝圈當紅的女演員和電視節目主持人。

## 生平
先後榮獲1993年《德國小姐》、1993年《環球洲際小姐》、1995年《美國夢小姐》稱號。而到1996年，這位德國“選美皇后”與音樂製作人狄特·波荷倫之間的婚姻鬧劇登上了報紙頭條。兩人在結婚四周之後便宣告分居。這段姻緣亦為薇若娜躋身演藝圈鋪平了道路，最早令薇若娜走入觀眾視野的一檔名為《窺視秀》（Peep!）的電視節目。

## 電影
- 2007年 Herr Schmidt wird 50, will aber nicht feiern
- 2002年 Erkan & Stefan gegen die Mächte der Finsternis 666 - Traue keinem, mit dem Du schläfst!
- 2001年 生死极速（Driven）Meine polnische Jungfrau
- 2001年 A Space Travesty
- 2000年 脱线帝国
- 1999年 Wer liebt, dem wachsen Flügel Die Blaue Kanone
- 1997年 无间迷情
- 1996年 Alle zusammen - Jeder für sich Conan

## 外部連結
- 薇若娜·普什在互联网电影资料库（IMDb）上的資料（英文）
- 薇若娜·普什 （页面存档备份，存于）的Facebook的官網